# Middle of Nowhere (film 2012)
Middle of Nowhere è un film del 2012 diretto da Ava DuVernay.
Film drammatico sceneggiato dalla stessa regista, che ha ricevuto diversi riconoscimenti tra cui il premio per la regia al Sundance Film Festival 2012, 2 Black Reel Awards per la regia e la sceneggiatura e 4 premi della African-American Film Critics Association, uno dei quali assegnato all'attrice Emayatzy Corinealdi.

## Trama
Ruby è una brillante studentessa di medicina che decide di interrompere gli studi quando il marito Derek viene condannato a otto anni di carcere. Inizia ad occuparsi di lui, facendogli visita ogni weekend e dedicandosi pazientemente ai suoi bisogni economici e affettivi. Ma un incontro casuale e un tradimento che la segna profondamente mettono duramente alla prova la loro relazione.

## Produzione
Nell'ottobre 2012 Ava DuVernay ha parlato del film sul sito The Daily Beast con la giornalista Allison Samuels: «È una storia che conosco molto bene. Io sono di Los Angeles e conosco innumerevoli donne che vivono questo tipo di vita ogni giorno, anno dopo anno. Ci sono donne che lottano per tenere tutto insieme mentre un loro caro è in carcere. Ma non sentiamo parlare di loro o delle loro lotte... È come se fossero nel loro piccolo mondo e nessun altro le vedesse».

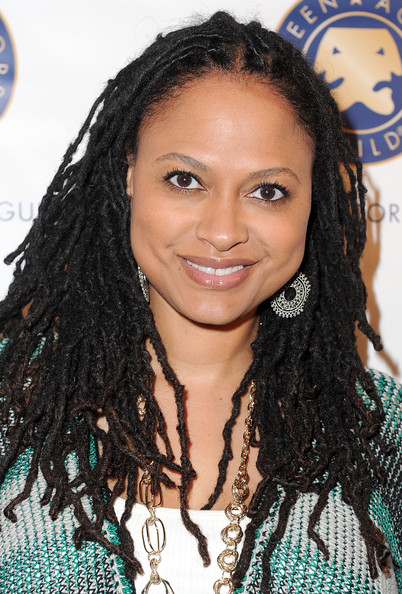
La regista Ava DuVernay.

Nello stesso periodo ha spiegato sul sito TheWrap che l'idea per il soggetto riguardante l'incarcerazione era cominciata ad emergere quando aveva iniziato a verificare cosa significava vivere a Compton, la città in cui era cresciuta, e «la consistenza delle vite delle donne che ci vivevano». Prima di scrivere la sceneggiatura la regista aveva trascorso diversi mesi a fare ricerche per il film, intervistando le mogli di pregiudicati.
Sulla rivista LA Weekly ha rivelato che in Middle of Nowhere voleva esplorare «la perdita di un amore e come ti colpisce emotivamente quando finisce» già affrontata due anni prima nel film I Will Follow, ritenendosi fortunata di poter ancora esplorare temi che la interessavano.
Il film è stato girato con un budget di 200.000 dollari nel giugno 2011, in soli 19 giorni. Sul sito IndieWire la regista ha parlato a proposito delle difficoltà di girare in un periodo così breve e del fatto che sperava di avere un paio di giorni in più a disposizione: «Avrebbero potuto consentirci di fare più riprese ed esplorare di più le cose. Ma in fondo il mio primo film è stato girato in 15 giorni, così ho guadagnato 4 giorni».
La troupe ha passato una settimana a girare in un quartiere di South Los Angeles, in "una villa bifamiliare in stile missione spagnola ben conservata" nella East 91st Street che nel film è l'abitazione di Ruby. «Quando la gente pensa a South-Central o a Compton pensa sempre a Boyz n the Hood», ha dichiarato la regista, «non ci sono mai case come questa. È diventata un'assunzione che la gente che vive in queste comunità non si preoccupa di dove vive, non lavora duro per la loro casa e non ne è proprietario. Questa è una delle ragioni per cui ho scelto questa zona. Mi ricordava la casa in cui sono cresciuta».
Altre location includono Inglewood, una prigione federale a Victorville, Leimert Park e East Los Angeles.

## Distribuzione
Dopo l'anteprima al Sundance Film Festival del 20 gennaio 2012 e la proiezione al Toronto International Film Festival del 12 settembre, Middle of Nowhere è uscito nelle sale cinematografiche canadesi a partire dell'8 febbraio 2013. Negli Stati Uniti il film ha avuto una distribuzione limitata, debuttando in sole sei sale cinematografiche il 12 ottobre 2012.
In seguito è stato presentato al Festival del cinema di Stoccolma l'8 novembre 2012, all'Off Plus Camera di Cracovia il 12 aprile 2013 e all'American Film Festival di Breslavia il 20 ottobre 2015.

## Accoglienza

### Incassi
Negli Stati Uniti il film ha riportato un incasso di 67.909 dollari nella prima settimana di proiezione in cui è uscito in sole sei sale. La settimana seguente è stato distribuito in altre quindici sale incassando 50.554 dollari. Al 12 gennaio 2013 gli incassi complessivi sono stati di 236.806 dollari, a fronte di un budget di circa 200.000 dollari.

### Critica
Il sito Metacritic assegna al film un punteggio di 75 su 100 basato su 21 recensioni, mentre il sito Rotten Tomatoes riporta l'87% di recensioni professionali con un giudizio positivo, con un voto medio di 7,7 su 10.
Il film ha ricevuto alla sua uscita un consenso unanime da parte della critica:
- Manohla Dargis, New York Times: «Il progressivo dramma doloroso e intimamente emozionante di una donna, Middle of Nowhere porta con sé l'imprimatur del Sundance ma senza noiosi stereotipi o autocompiacimento».[13]
- Kenneth Turan, Los Angeles Times: «La verità è che è raro vedere drammi impegnativi così toccanti e completi, così in sintonia con le persone reali e le loro riconoscibili complesse emozioni, non importa la composizione razziale dei personaggi coinvolti».[14]

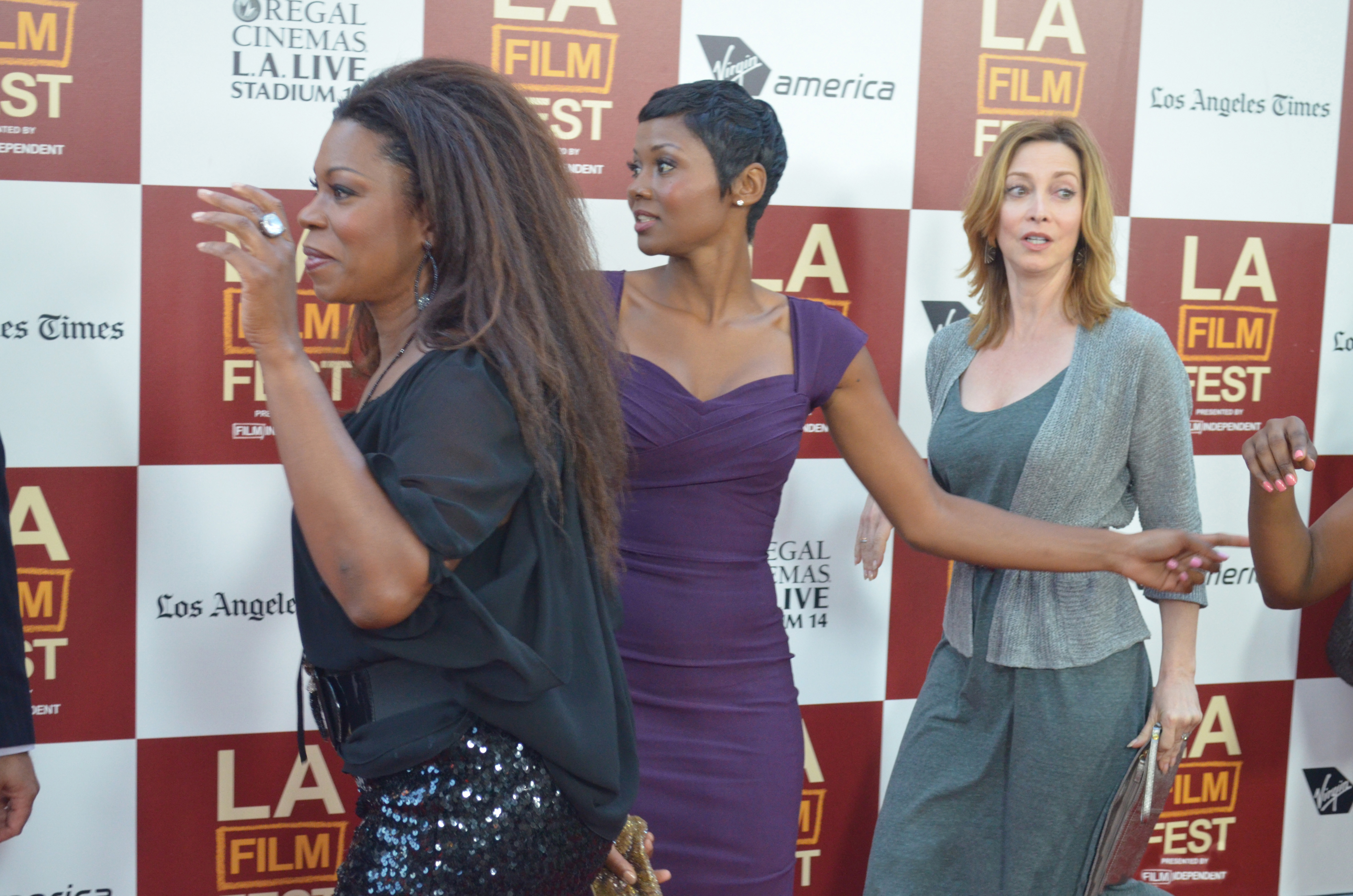
Da sinistra, le attrici Lorraine Toussaint, Emayatzy Corinealdi e Sharon Lawrence.

- Sasha Stone, Awards Daily: «Ava DuVernay ha realizzato personaggi femminili vivaci, originali, imperfetti e interessanti che cercano di trovare la propria strada nella vita, fuori dall'ombra degli uomini dai quali dipendevano. La magia nella scrittura e nel cinema della DuVernay è che ci si sente come se si guidasse lungo una strada familiare, ma ogni curva, ogni segnale di stop portano a qualcosa di inaspettato... Middle of Nowhere è rivoluzionario nella sua narrazione. È inquietante, inaspettato, a volte profondamente erotico e in ultima analisi, qualcosa che capita solo una volta in un decennio».[15]
- David Fear, Time Out New York: «Ci sarebbero tutte le ragioni per pensare che il racconto della DuVernay di una donna che cerca disperatamente di stare accanto al suo uomo incarcerato possa cadere preda di una serietà sdolcinata e dei goffi luoghi comuni che infettano troppi drammi amerindi. Ma il rifiuto dello studio di questo personaggio di assecondare attraverso il sensazionalismo la sua questione sociale elude tali insidie con sorprendente grazia».[16]
- Elias Savada, Film Threat: «L'avvincente ed emozionale performance di Emayatzy Corinealdi è semplicemente incredibile nella sua semplicità, anche se tutti gli attori meritano un encomio per le straordinarie interpretazioni... un sentito grazie a Ava Duvernay, il suo cast e la troupe per aver condiviso il suo gioiello con noi. Doloroso e potente nella sua semplicità, è un film che vale la pena guardare più di una volta per le sue pure verità emotive».[17]

## Riconoscimenti
- 2012 - African-American Film Critics Association
  - Miglior film indipendente
  - Miglior attrice a Emayatzy Corinealdi
  - Miglior sceneggiatura a Ava DuVernay
  - Migliore musica a Kathryn Bostic e Morgan Rhodes
  - Candidatura a Miglior film
- 2012 - Festival del cinema di Stoccolma
  - Candidatura a Cavallo di bronzo: Miglior film a Ava DuVernay
- 2012 - Gotham Independent Film Awards
  - Candidatura a Miglior film
  - Candidatura a Miglior rivelazione a Emayatzy Corinealdi
- 2012 - Sundance Film Festival
  - U.S. Directing Award: Dramatic a Ava DuVernay
  - Candidatura a Gran Premio della Giuria: World Cinema Dramatic a Ava DuVernay
- 2013 - Alliance of Women Film Journalists
  - Candidatura a Miglior sceneggiatrice a Ava DuVernay
- 2013 - Camerimage
  - Candidatura a Miglior regista esordiente a Ava DuVernay
- 2013 - OFTA Awards
  - Candidatura per la Miglior locandina (sez. cinema)
- 2013 - Black Reel Awards
  - Miglior regista a Ava DuVernay
  - Miglior sceneggiatura a Ava DuVernay
  - Candidatura a Miglior film
  - Candidatura a Miglior attrice a Emayatzy Corinealdi
  - Candidatura a Miglior attore non protagonista a David Oyelowo
  - Candidatura a Miglior attrice non protagonista a Lorraine Toussaint
  - Candidatura a Miglior rivelazione femminile a Emayatzy Corinealdi
  - Candidatura a Miglior casting a Aisha Coley
  - Candidatura per la Miglior colonna sonora a Kathryn Bostic
- 2013 - Independent Spirit Awards
  - Premio John Cassavetes a Ava DuVernay, Howard Barish, Paul Garnes
  - Candidatura a Miglior attrice protagonista a Emayatzy Corinealdi
  - Candidatura a Miglior attrice non protagonista a Lorraine Toussaint
  - Candidatura a Miglior attore non protagonista a David Oyelowo
- 2013 - NAACP Image Awards
  - Candidatura a Miglior attrice (sez. cinema) a Emayatzy Corinealdi
  - Candidatura a Miglior attore non protagonista (sez cinema) a David Oyelowo
- 2013 - Women Film Critics Circle
  - Premio Josephine Baker